# Мамедов, Иммам Али Худи оглы
Иммам Али Худи оглы Мамедов (азерб. İmaməli Xudu oğlu Məmmədov; 1899 — ?) — советский азербайджанский виноградарь, Герой Социалистического Труда (1949).

## Биография
Родился в 1899 году в Персии.
В послевоенное время возглавлял звено в виноградарском совхозе имени Азизбекова Шамхорского района. В 1948 году получил урожай винограда 166 центнеров с гектара на площади 3,5 гектара.
Указом Президиума Верховного Совета СССР от 5 октября 1949 года за получение высоких урожаев винограда в 1948 году Мамедову Иммаму Али Худи оглы присвоено звание Героя Социалистического Труда с вручением ордена Ленина и золотой медали «Серп и Молот».